# Журавлевское сельское поселение (Тюменская область)
Журавлевское се́льское поселе́ние — муниципальное образование в Омутинском районе Тюменской области Российской Федерации.
Административный центр — село Журавлевское.

## История
Статус и границы сельского поселения установлены Законом Тюменской области от 5 ноября 2004 года № 263 «Об установлении границ муниципальных образований Тюменской области и наделении их статусом муниципального района, городского округа и сельского поселения».

## Население
| 2010 | 2011 | 2012 | 2013 | 2014 | 2015 | 2016 |
| ---- | ---- | ---- | ---- | ---- | ---- | ---- |
| 520  | →520 | ↘507 | ↘506 | ↘499 | ↗505 | ↗509 |
| 2017 | 2018 | 2019 | 2020 | 2021 |      |      |
| ↘508 | ↘505 | ↘496 | ↘495 | ↘490 |      |      |

## Состав сельского поселения
| № | Населённый пункт | Тип населённого пункта       | Население |
| - | ---------------- | ---------------------------- | --------- |
| 1 | Журавлевское     | село, административный центр | ↘365      |
| 2 | Рассвет          | посёлок                      | ↗58       |
| 3 | Тетеркина        | деревня                      | ↘7        |
| 4 | Шаньгина         | деревня                      | ↗113      |